# Amsterdamsche Football Club Ajax 1982-1983
Questa voce raccoglie le informazioni riguardanti l'Amsterdamsche Football Club Ajax nelle competizioni ufficiali della stagione 1982-1983.

## Stagione
Nuovo cambio in panchina: arriva Aad de Mos. Come nella stagione precedente l'Ajax viene subito eliminato nelle competizioni europee, questa volta nella Coppa dei Campioni ad opera del Celtic: 2-2 a Glasgow e sconfitta 1-2 ad Amsterdam. Del tutto diverso è però il cammino nella KNVB beker: i Lancieri sconfiggono fra l'altro il PSV in semifinale e vincono con un doppio 3-1 le finali disputate contro il N.E.C.. Con la vittoria dell'Eredivisie (sono quattro i punti in più del Feyenoord) arriva quindi un altro double.
Ultima stagione in squadra per Piet Schrijvers, Wim Kieft, Søren Lerby e Johan Cruijff.

## Organigramma societario
Fonte
Area direttiva
- Presidente:  Ton Harmsen.

Area tecnica
- Allenatore:  Aad de Mos.

## Rosa
Fonte
| N. |                        | Ruolo | Calciatore      |
| -- | ---------------------- | ----- | --------------- |
|    | Paesi Bassi (bandiera) | P     | Hans Galjé      |
|    | Paesi Bassi (bandiera) | P     | Piet Schrijvers |
|    | Paesi Bassi (bandiera) | D     | Peter Boeve     |
|    | Paesi Bassi (bandiera) | D     | Keje Molenaar   |
|    | Paesi Bassi (bandiera) | D     | Edo Ophof       |
|    | Paesi Bassi (bandiera) | D     | Frank Rijkaard  |
|    | Paesi Bassi (bandiera) | D     | Sonny Silooy    |
|    | Paesi Bassi (bandiera) | D     | Leo van Veen    |
|    | Paesi Bassi (bandiera) | C     | Edwin Bakker    |
|    | Paesi Bassi (bandiera) | C     | Johan Cruijff   |

| N. |                        | Ruolo | Calciatore        |
| -- | ---------------------- | ----- | ----------------- |
|    | Paesi Bassi (bandiera) | C     | Edwin Godee       |
|    | Danimarca (bandiera)   | C     | Søren Lerby       |
|    | Danimarca (bandiera)   | C     | Jan Mølby         |
|    | Danimarca (bandiera)   | C     | Jesper Olsen      |
|    | Paesi Bassi (bandiera) | C     | Dick Schoenaker   |
|    | Paesi Bassi (bandiera) | C     | Gerald Vanenburg  |
|    | Paesi Bassi (bandiera) | A     | Piet Hamberg      |
|    | Paesi Bassi (bandiera) | A     | Wim Kieft         |
|    | Paesi Bassi (bandiera) | A     | John van 't Schip |
|    | Paesi Bassi (bandiera) | A     | Marco van Basten  |

## Statistiche

### Statistiche di squadra
| Competizione       | Punti | Totale | Totale | Totale | Totale | Totale | Totale |
| Competizione       | Punti | G      | V      | N      | P      | Gf     | Gs     |
| ------------------ | ----- | ------ | ------ | ------ | ------ | ------ | ------ |
| Eredivisie         | 58    | 34     | 26     | 6      | 2      | 106    | 41     |
| KNVB beker         | -     | 8      | 8      | 0      | 0      | 20     | 8      |
| Coppa dei Campioni | -     | 2      | 0      | 1      | 1      | 3      | 4      |
| Totale             |       | 44     | 34     | 7      | 3      | 129    | 53     |